# Christophe Deborsu
Pour les articles homonymes, voir Deborsu.
Christophe Deborsu, né à Namur le 23 avril 1965, est un journaliste belge de télévision, frère de Frédéric Deborsu.
Il travailla jusqu'en mai 2012 pour la RTBF avant de se tourner vers la chaine VIER en région flamande. Depuis 2015, il travaille pour RTL-TVI. 
Il étudie le droit à la Katholieke Universiteit Leuven de 1983 à 1988 puis la communication à l'UCLouvain.
Il écrit une chronique intitulée « La Wallonie profonde » pour le journal De Standaard.
Il est connu pour sa participation à l'émission Bye Bye Belgium, mais aussi pour avoir « piégé » Yves Leterme : le 21 juillet 2007, jour de la fête nationale belge et durant les négociations pour la formation du gouvernement national qu'Yves Leterme devrait diriger, il demande à ce dernier de chanter l'hymne national sur les marches de la cathédrale Saints-Michel-et-Gudule, juste avant le Te Deum. Yves Leterme chante alors La Marseillaise au lieu de La Brabançonne,.
Au printemps 2011, il a publié le livre Dag Vlaanderen, Hoe Walen echt leven en denken chez l'éditeur gantois Borgerhoff-Lamberigts.
Depuis septembre 2015, il présente chaque dimanche le talk-show d'actualité C'est pas tous les jours dimanche, une émission mêlant débats politiques et informations sensationnalistes, sur la chaîne RTL TVI.